# Bernardo Bergeret
Bernardo Ernesto Bergeret (16 de noviembre de 1941, Montevideo, Uruguay) es un gestor cultural y artístico, productor discográfico y promotor de la cinematografía argentina a nivel internacional.

## Biografía

### 1958 - 1968

#### Producción discográfica
- EP “Un sabor a miel” China Zorrila con Trio de Boni
- EP “Fugitiva” Los Piccolinos

#### Producción teatral
- “USA siglo XX” sobre trilogía de John dos Passos
- “Victor o Los niños en el poder” de Roger Vitrac
- “El sátiro de la Villette” de René de Obaldia
- “Doña Disparate y Bambuco” de María Elena Walsh
- “Pedimos pido” de Ester Picos
- “Teatro Beat” (Boris Vian, Pierre de Prins, Slawomir Mrozek, Bernardo Bergeret)}

#### Traducciones
- “Zoo” de Vercors
- “La grande oreille” Pierre Aristide Breal
- “Les plumes rouges” Roger Pierre, Jean Marc Thibault
- “Victor ou les enfants au pouvoir” Roger Vitrac
- “Le Satyre de La Villette” René de Obaldia
- “Les vautours” Pierre de Prins
- “Hagamos un sueño” Sacha Guitry

#### Adaptaciones teatrales
- “El viaje a Khonostrov” Boris Vian
- “Pequeño manual de aniquilación de los militares” Boris Vian

#### Musicales / Creación y direccíón
- “Conciertos Beat”
- “Solo para snobs”

#### Conducción y/o Producción en Radio/TV
- “Gente joven” Canal 4 Montecarlo
- “Ahi viene el tranvia” Canal 4 Montecarlo
- “Beat show de Coca-Cola” Canal 4 Montecarlo
- “El noticiero de las 3 revoluciones” CX 8 Radio Sarandí
- “Central 60” CX 30 Radio Nacional

#### Actuación
- TCM China Zorrilla- Antonio Larreta
- “ La pulga en la oreja “ Georges Feydeau
- “La zapatera prodigiosa” Federico García Lorca
- “Porfiar hasta morir” Lope de Vega
- “La gaviota” Anton Chejov - gira europea Festival des Nations, París y Teatro Español, Madrid.
- “Una farsa en el castillo” Ferenc Molnar - gira europea Festival des Nations, París y Teatro Español, Madrid.

#### Teatro Circular
- “1900 y pico” Sánchez - Pacheco
- “ Vestido de Novia” Nelson Rodríguez
- “ El bosque petrificado “ Robert Sherwood

#### Teatro Libre
- “El pan de la locura” Carlos Gorostiza
- “Romulo Magno” Fredrich Durrenmatt
- “Recuerdo a mamá” John van Druten

#### Compañía Carlos Muñoz
- “12 hombres en pugna” Reginald Rose

#### Nuevo Teatro Circular
- “Ninotchka”
- “ El sátiro de la villa” René de Obaldia
- “Victor o los niños en el poder” Roger Vitrac

#### Institución Teatral El Galpón
- “Ana de los milagros” William Gibson

Compañía Ávila - Martínez Mieres
- “La idiota” Marcel Achard

### Segunda etapa (Argentina)
1960 al presente

###### Radio Libertad AM 950 kHz/ Radio Del Plata AM 1030 kHz
- Conducción/Producción: “A las 12, brujas con Billy Bond y Jorge Alvarez” Modart en la Noche

###### LR3 Radio Belgrano
- 1969/1971 Conducción “Via Libre”

###### LR4 Radio Splendid
- 1972/1974 Conducción “A pleno sol”

###### LatAm SIGLA (Sistema Globo Gravacoes Audivisuais) y SIGEM (Sistema Globo Edicoes Musicais) Brasil
- 1974/1978 Coordinador

###### LatAm Discos Continental/Chantecler (Gravacoes Elétrica SA) Brasil
- 1978/1980 Coordinador

###### “Encuentro” Iván Lins, Spinetta, León Gieco, Pedro Aznar
- 1984 - Idealización/Producción discográfica

###### “El gran Concierto” Milton Nascimento, Mercedes Sosa, León Gieco
- Idealización/Producción discográfica

###### “Viuda e Hijas de Roque Enrol”
- Creación/Producción

###### "Videoscopio" - TeleOnce - LS84 TV Canal Once Bs.As.
- 1985 - Producción[1]

#### FMZ95

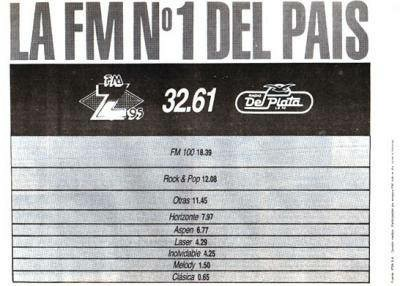
Anuncio Publicitario de Z95.

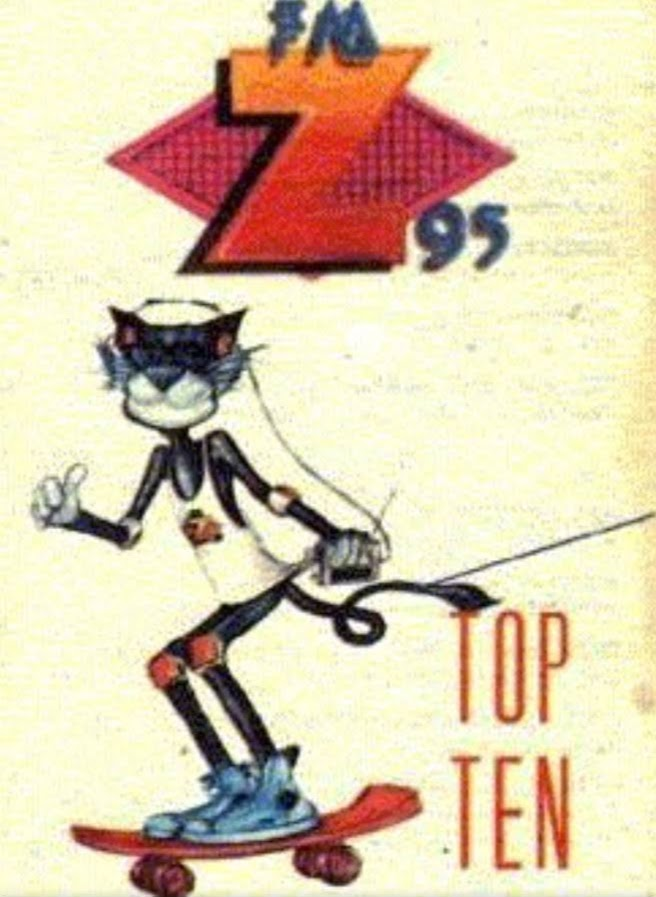
Arte de tapa Top Ten Z95 (1989)

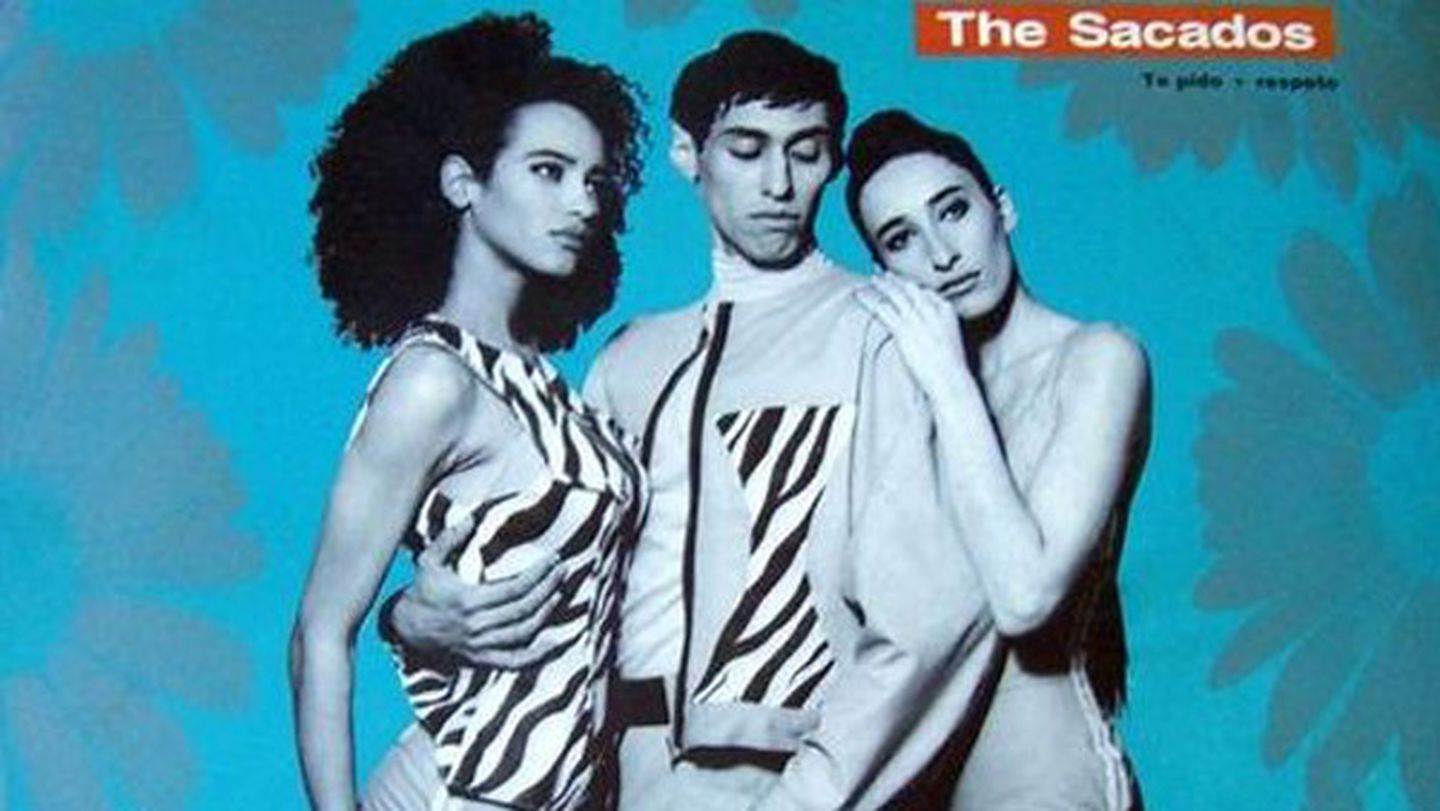
The Sacados Te Pido + Respeto (1990)

Jazzy Mel MC Rapper (1991)

- Director artístico[2] (95.1 MHz Buenos Aires) que lideró la audiencia en 1990 obteniendo el Martín Fierro como FM revelación (reconocimiento otorgado por APTRA, Asociación Argentina de Periodistas de Radio[3] y TV)

### Eventos, creaciones, cargos y premios

###### Warehouse Party
- primer fiesta de música dance y electrónica en Argentina. NYC y Estadio Obras - Idea y producción general.

###### DJ Club / Club De Dee Jays
- 1991 - Creador

###### Rave On SA compañía del grupo BMG Ariola Argentina
- 1993 a 1997 - Presidente[4]

###### MuchDance - MuchMusic Argentina
- 1995 a 2001 . Creador

###### Polygram Discos/Universal Music
- 1998 a 2001 - Director De MKT

#### INCAA (Instituto Nacional de Cine y Artes Audiovisuales)
- 2003 - Director de MKT
- 2006 - 2018 - Director de Asuntos Internacionales
- 2023 A Shout Out for Bernardo Bergeret

#### Ventana Sur

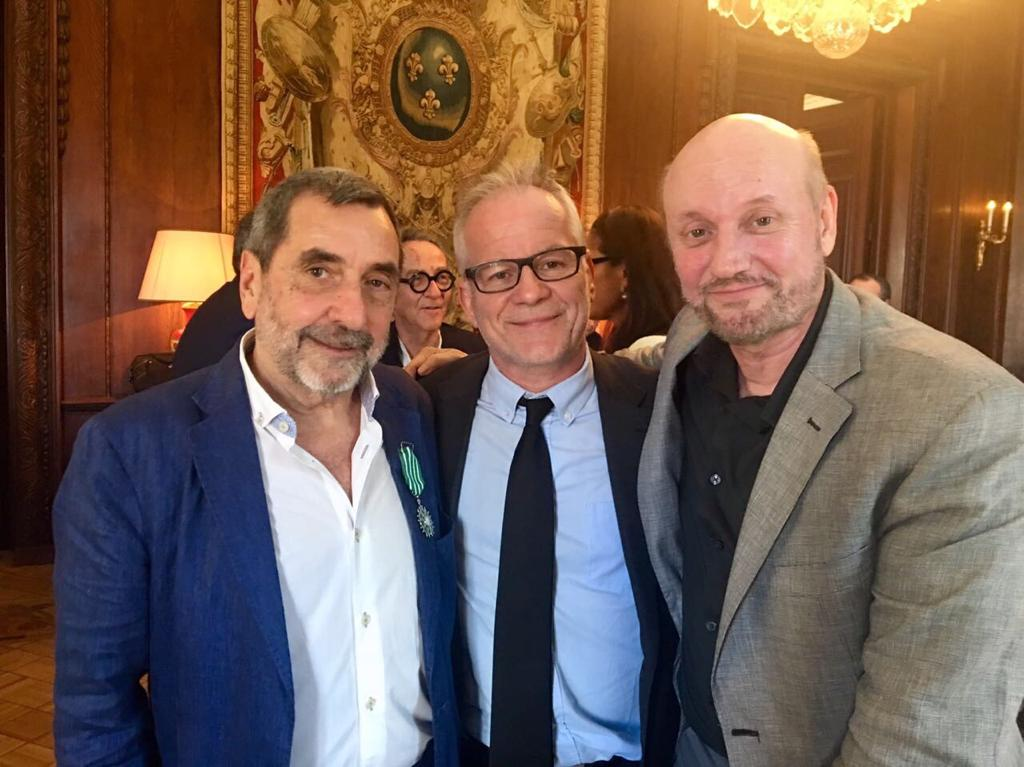
Bernardo Bergeret, Thierry Frémaux y Juan José Campanella

#### Ventana Sur[5][6][7][8][9][10]
- 2009 - 2018 .Creador y Codirector Ejecutivo junto a Jerome Paillard
- 2020 al presente - Director Ejecutivo[11]

#### Blood Window
- 2014 - 2018 - Creador

Condecorado por el gobierno francés como "Chevalier des Arts et des Lettres"
- 2017

#### Fantastic 7
- 2019 - 2020 - Co realizador junto a Mónica García Massague y Jerome Paillard (Marche Du Film, Cannes/Sitges)

Festival Lumiere: Teatro Colón Buenos Aires
- Coordinación[13]

Semana del Cine Del Festival de Cannes
- Coordinación junto a Thierry Fremaux[15][16][17][18][19]